# Модальность (музыка)
Мода́льность (от лат. modus — мера, этимологически восходит к слову modus, которое, возможно, является переводом др.-греч. τρόπος — способ, образ, манера; нем. Modalität, англ. modality, фр. modalité) в музыке — принцип лада, центральной категорией которого является звукоряд.

## Общая характеристика
Под модальными ладами чаще всего подразумевают октавные старинные лады греков (ионийский, дорийский, фригийский, лидийский, миксолидийский, эолийский и локрийский) и/или церковные тоны богослужебной монодии католиков. Словосочетание «модальная гармония» относят к многоголосной модальной музыке. В отношении любой модальной музыки ранее было принято говорить, что она написана «в ладах» (подразумевается — в старинных ладах), в советском музыкознании — «в ладах народной музыки», также называвшихся «натуральными».
Модальный лад в теоретически чистой форме статичен. В отличие от тонального лада, его невозможно экспонировать в пределах первых трёх-четырёх звуков/созвучий. Он развёртывается постепенно через обход ступеней и осмысливается ретроспективно в пределах целой пьесы или хотя бы одного, «законченного» отдела формы. На практике обновление гармонии совершается за счёт метаболы, то есть перемены рода (главным образом, через сопоставление диатоники и хроматики) и/или перемены звукоряда — путём транспозиции или без неё (ощущается смена остова лада), а также путём смены характерных для данного модального лада мелодических формул (в некоторых родах музыки такие формулы именуются «попевками»). Теоретически мелодия может быть окончена на любой ступени модального лада, практически же набор возможных заключительных тонов (по крайней мере, в cantus planus) ограничен.
Как принцип лада модальность (опора на звукоряд) не противоречит тональности (опора на центр — тонику — и понятие периферии, соотнесённой с этим центром). Модальность и тональность — два некоррелятивных принципа музыкального лада. Из этой предпосылки следует, что модальная музыка может содержать сколько угодно «тяготений», а тональная музыка — сколько угодно модализмов. Например, в многоголосной итальянской музыке позднего Возрождения и раннего барокко присутствуют одновременно и модальные и тональные черты, вплоть до полного «процентного» равновесия обоих фундаментальных принципов.
Модальность господствует во всей музыке монодийного склада — исторических (напр., в музыке Древней Греции, в знаменном распеве православных и в григорианском хорале католиков) и ныне существующих (индийская рага, арабский макам и т. п.) стилевых традиций. В многоголосной музыке модальной (по преимуществу) является вся гармония западноевропейского средневековья и Возрождения. При всём многообразии музыки Перотина и Машо, Дюфаи и Жоскена, Лассо и Палестрины их звуковысотные системы представляют собой типичные примеры старомодальной гармонии. Гармонию в XX веке, частично возродившую старинную модальность на новой звукорядной основе (А. Н. Черепнин, О. Мессиан, Б. Барток и др.), называют новомодальной или неомодальной. Опора на модальность характерна для стилевого направления джаза известного как модальный джаз, хрестоматийным примером которого считается альбом Майлза Дейвиса (с участием Билла Эванса) Kind of Blue (1959).

## Категории и функции модальных ладов
В исторически и локально многообразных модальных системах состав ладовых категорий и функций, их значимость для конкретной системы, наконец, термины для них могут быть разными. Нижеследующие категории и функции модальных ладов показаны на примере григорианики.
Категории модальных ладов:
- звукоряд (центральный элемент системы)[4];
- мелодическая формула[5]; пример мелодии-модели (образцовой модальной мелодии) — невма (2);
- амбитус (объём, диапазон)[6];
- вид консонанса (species)[7];
- реперкуссия (repercussio)[8] ;
- транспозиция;
- мутация (mutatio; частный случай модальной метаболы).

Категории и функции:
- вокс (vox; значение ступени в интервальном контексте)[9];
- финалис (finalis, finis; заключительный тон, первичный устой);
- реперкусса (tenor, repercussa; тон речитации/повторения одной и той же высоты, вторичный устой);
- иниций (initium, principium; начальный тон, зачин).

В локальных модальных системах могут присутствовать и другие функции. Например, ряд русских народных песен заканчивается не на «финалисе», опорное значение которого устанавливается по ходу развёртывания лада, а на «о́тгласе», характерном именно для данной модальной традиции сбросе устоя. Отглас обычно совершается на тоне, расположенном секундой ниже или выше финалиса, но может быть и сонорным явлением, с использованием экмелики.

## Полимодальность
В случае намеренного противопоставления двух звукорядов (независимо от ощущения тонального центра и периферии) говорят о «полимодальности». Поскольку в академической музыке сочетаются, как правило, только два разных звукоряда, в англоязычной музыковедческой литературе полимодальности предпочитают термин «бимодальность» (bimodality). Пример полимодальности в старинной музыке — «Еврейский танец» Г. Нейзидлера, в музыке XX в. — «Катание на лодке» из «Микрокосмоса» Б. Бартока (№ 125, Пятая тетрадь).

## Модальность в западной и русской науке
Под «модальностью» в немецкой и (основанной на немецкой) американской музыкальной науке исторически понималась система монодических церковных тонов, лежащая в основе григорианского хорала. Это понимание во второй половине XX века (см., например, статью «Mode» в Музыкальной энциклопедии Гроува 1980 и 2001 г.) было перенесено и на другие монодические профессиональные традиции — индийскую рагу, арабский макам (и другие макамо-мугамные традиции), патет в индонезийском гамелане, древнерусский знаменный распев и на ряд других.
В процессе экстраполяции модальности как принципа монодического лада на европейское профессиональное многоголосие (прежде всего, на музыку XV—XVI вв.) возникла проблема соотношения модальности (церковных тонов, предназначавшихся для монодии) и тональности (понимаемой в смысле гармонии венских классиков). Одну и ту же музыку часть западных исследователей рассматривала как многоголосную «инкарнацию» старой монодико-модальной системы (Зигфрид Хермелинк, особенно Бернхард Майер), другая находила признаки гармонической тональности, которая, по их мнению, «вытесняла» или даже «заменяла собой» присущую модальным ладам специфику (Эдвард Ловинский, Карл Дальхауз). Наконец, третья группа исследователей (представленная в России Ю. Н. Холоповым и его школой) исходила из представления о некоррелятивности модальности и тональности. Этот фундаментальный тезис на Западе (независимо от Холопова) отстаивал в своих работах и публичных выступлениях видный американский музыковед Гарольд Пауэрс. Он считал, что «модальность и тональность сосуществуют как специфические свойства музыки на разных эпистемологических уровнях (separate epistemological planes), и в этом случае бессмысленно говорить о „переходе“ от первой ко второй; модальность и тональность в этом смысле не конкурируют между собой и не означают взаимоисключающие средства музыкальной организации».
В конце XX века «точка зрения Пауэрса» (условно говоря) приобрела многих сторонников в западной науке, хотя и не стала общепринятой. До сих пор существуют группы исследователей, разделяющие «точку зрения Майера» и «точку зрения Дальхауза».